# East Branch Rock Creek (Ohio)
Der East Branch Rock Creek (auch bekannt als Bigham Creek oder Bigham Ditch) ist ein kleiner Fluss im Seneca County, im nördlichen US-Bundesstaat Ohio, in den Vereinigten Staaten. Seine Länge beträgt 9,8 Kilometer, die Höhe über dem Meeresspiegel der Quelle beträgt 280,4 Meter (Mündung 245,9 Meter). Das Einzugsgebiet umfasst 21,23 Quadratkilometer. Er mündet später in den Rock Creek.
Die nächstgelegenen Ortschaften sind unter anderem Tiffin und Bloomville.